# Paracuellos
Paracuellos ist ein Ort und eine Gemeinde (municipio) mit nur noch 99 Einwohnern (Stand: 2024) im Norden der Provinz Cuenca in der Autonomen Region Kastilien-La Mancha. Der Ort liegt an der Ruta de la Lana, einem einstmals bedeutenden Handels- und Pilgerweg, der – von Alicante bzw. Valencia kommend – bis nach Burgos führte.

## Lage und Klima
Der Ort Paracuellos liegt im Quellgebiet mehrerer Bäche auf der Westseite des Iberischen Gebirges in einer Höhe von ca. 980 m. Die Provinzhauptstadt Cuenca befindet sich ca. 80 km (Fahrtstrecke) nordwestlich. Das Klima im Winter ist gemäßigt, im Sommer dagegen warm bis heiß; die eher geringen Niederschlagsmengen (ca. 495 mm/Jahr) fallen – mit Ausnahme der nahezu regenlosen Sommermonate – verteilt übers ganze Jahr.

## Bevölkerungsentwicklung
| Jahr      | 1857 | 1900 | 1950 | 2000 | 2019 |
| Einwohner | 637  | 881  | 751  | 155  | 94   |

Aufgrund der Mechanisierung der Landwirtschaft, der Aufgabe bäuerlicher Kleinbetriebe und des daraus resultierenden Verlusts von Arbeitsplätzen ist die Einwohnerzahl der Gemeinde seit der Mitte des 20. Jahrhunderts stark rückläufig (Landflucht).

## Wirtschaft
Die Wirtschaft des Ortes basierte jahrhundertelang im Wesentlichen auf Selbstversorgung; Überschüsse an Käse und Würsten sowie Tierhäute und Wolle konnten an fahrende Händler verkauft oder gegen andere Produkte getauscht werden.

## Geschichte
Funde zu einer Besiedlung in keltischer, römischer, westgotischer und selbst aus islamisch-maurischer Zeit fehlen. Nach der Rückeroberung (reconquista) der Städte Toledo (1085) und Cuenca (um 1177) und ihres Umlands durch die Truppen der kastilischen Könige Alfons VI. und Alfons VIII. wurde eine Politik der Wiederbesiedlung (repoblación) durch Christen aus allen Teilen der Iberischen Halbinsel betrieben. Ab dem 15. oder 16. Jahrhundert begann die allmähliche Umsiedlung des Dorfes an seine heutige Stelle.

## Sehenswürdigkeiten
- Die im Wesentlichen aus Bruchsteinen (mampostería) errichtete Iglesia de Santiago Apóstol ist ein Bau aus dem 17. Jahrhundert mit späteren Veränderungen. An den Außenwänden sind deutliche Spuren einer Erhöhung der Kirche zu erkennen, die auf eine Einwölbung des Inneren schließen lassen. Das von einem Vorbau geschützte Südportal zeigt eine geradlinige klassizistische Rahmung.

Umgebung
- In einem Waldgebiet etwa 4 km (Fußweg) nördlich des Ortes befindet sich die sehenswerte Ruine einer ehemaligen Maurenburg, die jedoch von den Christen im 13. Jahrhundert nahezu vollständig neugebaut wurde. Auffällig sind der auf quadratischen Grundriss errichtete dominante Bergfried (torre del homenaje) und ein deutlich niedrigerer Eckturm auf rundem Grundriss.[3] Zu seinen Füßen sind die Fundamentreste der Häuser des ehemaligen Ortes zu sehen.